# Carlos Spencer
Carlos Spencer (Levin, 14 de octubre de 1975) es un exjugador neozelandés de rugby que se desempeñaba como apertura.

## Biografía
En 1993 Graham Henry, entrenando a Auckland, lo fichó para la entonces NPC (actualmente Air New Zealand Cup). Carlos Spencer contaba entonces con 17 años y demostraba unas cualidades excepcionales. En 1995 debutó con los U-20 All Blacks en un partido contra Languedoc-Rouseillon.

## Selección nacional
En 1997 fue convocado a los All Blacks para enfrentar a los Pumas. Jugó su último partido en 2004 ya que desde ese año jamás fue llamado de nuevo a la selección.
Anotó 291 puntos en 35 tests internacionales, lo que le convierte en el cuarto máximo anotador de la historia de los All Blacks.

## Participaciones en Copas del Mundo
Fue convocado para disputar el mundial de Gales 1999 pero no jugó ningún partido. Cuatro años más tarde participó en su último mundial; Australia 2003, .
| Mundial                       | Sede      | Resultado     | PJ | Tries |
| ----------------------------- | --------- | ------------- | -- | ----- |
| Copa Mundial de Rugby de 1999 | Gales     | Cuarto puesto | 0  | 0     |
| Copa Mundial de Rugby de 2003 | Australia | Tercer puesto | 7  | 4     |

## Palmarés

### Campeonatos nacionales
- Campeón del Super Rugby de 1996, 1997 y 2003.

### Títulos con la Selección Nacional
- Campeón del Rugby Championship de 1999, 2002 y 2003.